# Monechma incanum
Monechma incanum là một loài thực vật có hoa trong họ Ô rô. Loài này được C.B. Clarke mô tả khoa học đầu tiên.